# Matthäus-Kirche (Römstedt)

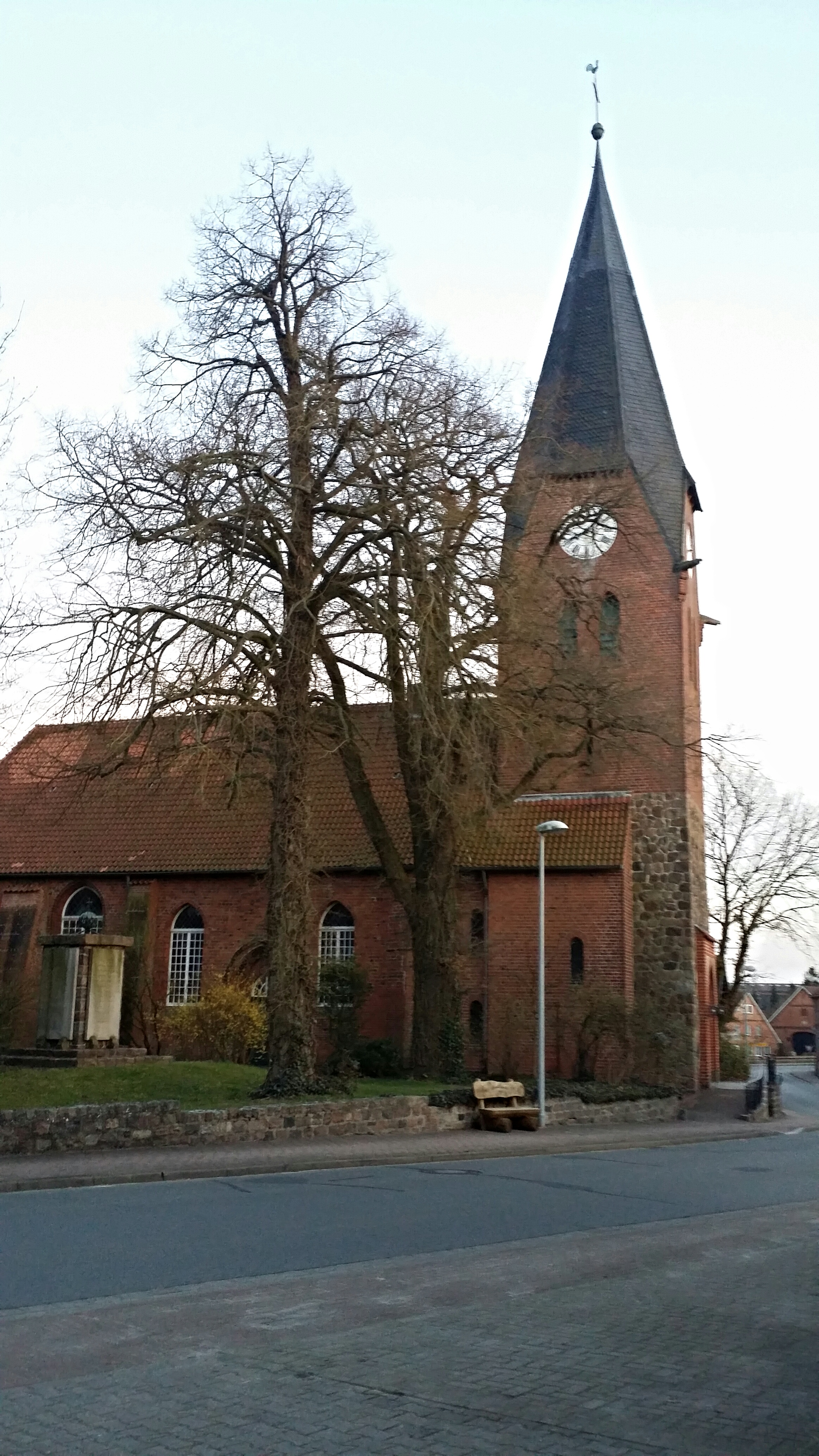
Römstedt, Matthäus-Kirche (2015)

Die evangelisch-lutherische Matthäus-Kirche liegt zentral in dem Dorf Römstedt, in der Nähe von Bad Bevensen im Landkreis Uelzen. Die Kirche wurde nach dem Evangelisten Matthäus benannt. Die Kirche gibt es vermutlich schon seit dem 13. Jahrhundert, wo sie wahrscheinlich von den ansässigen Adelsgeschlechtern als Burg- und Schlosskapelle errichtet wurde. In der Vergangenheit wurde die Kirche oft renoviert und vergrößert. Bedeutende Ausstattungsstücke sind eine Furtwängler-Orgel, zwei Kirchenglocken und die Figur eines Schmerzensmannes.

## Geschichte
Römstedt trug früher den Namen Remstede. Dieser Name ist, wie man vermutet, langobardischen Ursprungs und leitet sich her von den Personennamen Ramo oder Rami. Auch andere Orte in der Gegend haben Namen, die aus der Langobardenzeit stammen könnten, mit Sicherheit kann man es aber nicht feststellen. Die Endung „stede“ bezeichnet vorzugsweise die Sitze der Freien, was darauf hindeuten könnte, dass einzelne Adelsgeschlechter die Gründung des Ortes veranlassten. Neue Forschungen haben auch ergeben, dass sich auf bzw. neben dem Grund des heutigen Kirchen- und Pfarrergrundstücks Ritter niedergelassen hatten. Die erste urkundliche Erwähnung von Römstedt datiert aus dem 12. Jahrhundert.
Im Laufe des 12. Jahrhunderts begann die Aufteilung der großen Pfarrbezirke und die Vermehrung der Anzahl der Geistlichen. Auf den Ritterhöfen und durch die Mithilfe der Klöster entstanden kleine Kapellen oder sogenannte Oratorien. Diese Kapellen oder Oratorien entwickelten sich dann später zu eigenen Pfarrkirchen. So entstanden im 14. Jahrhundert in der Gegend von Bevensen zwölf Pfarren und Kapellen. Man vermutet, dass in Römstedt und Gollern vermutlich beide Kirchen als Schloss- und Burgkapellen von den ansässigen Adelsgeschlechtern errichtet wurden. Der alte Friedhof weist auf jeden Fall darauf hin, dass in Römstedt schon immer eine Kirche war. Ebenso existieren alte Rechnungen der Kirche, in denen auf dem Salzrecht bestanden wurde, was auch darauf hinweist, dass es schon eine Kirche gab. Dieses Salzrecht erscheint in den ältesten Kirchenrechnungen aus dem Jahre 1545 und weist auf einen der ältesten Bestandteile des kirchlichen Vermögens hin. Das Salz war wertvoll und war eine sehr beliebte Kapitalanlage der Geistlichen und der benachbarten Länder. Die Reformation wurde in der Römstedter Kirche erst spät eingeführt, wegen der noch immer bestehenden Abhängigkeit vom Kloster Medingen, das seit 1363 das Patronatsrecht der Kirche Römstedt besaß.

### Zeitliche Einordnung
Es liegen Erkenntnisse vor, dass es schon 1238 eine Kirche in Römstedt gab. Die Kirchengemeinde in Römstedt erwarb 1322 die Salzrechte. Die Ortschaft Havekost wurde 1438 in die Kirchengemeinde aufgenommen. Im Jahre 1408 wurde ein Abendmahlskelch gespendet, wie man vermutet, vom Archidiakon Grawrock aus dem Kloster Lüne. Der erste evangelische Prediger, Pastor Heske, wurde 1545 eingesetzt. Die Ortschaft Gollern trat 1567 in die Kirchengemeinde Römstedt ein. Eine neue Kirchenordnung wurde 1567 verfasst. Der Dreißigjährige Krieg brach aus. Die Glocke wurde 1641 neu gegossen, weil sie Schäden erlitten hatte. Der Schmerzensmann wurde 1648 renoviert. Eine neue Kanzel wurde 1656 errichtet. Nach erneuten Schäden an der Glocke wurde 1675 eine neue Glocke gegossen und aufgehängt. Von 1685 bis 1690 wurde die Kirche renoviert. Die Kirche erwirbt 1700 für 20 Taler eine Schlaguhr, die in Uelzen stand. Eine zweite Läuteglocke wurde 1707 erworben. Die Uhr und die zweite Glocke mussten wegen Baufälligkeit der Kirche 1759 abgenommen werden. 1765 wurden 21 Eichen für den Turmneubau erworben. Die Kirche bekam 1769 ein neues Dach. Die erste Empore wurde 1850 an der Westseite angebaut, von 1866 bis 1867 folgte ein Anbau an der Nordseite und 1867 wurde das Pfarrhaus und die Scheune gebaut. Die Kirche erhielt 1876 eine Furtwängler-Orgel, die vorher im Kloster Lamspringe ihren Platz hatte. Der Turm war baufällig, durch den Umbau gelang der Kirche die Erweiterung auf 450 Sitzplätze. Im Jahr 1910/11 wurde der Turm fertiggestellt.

## Architektur

### Außenbau
Das Kirchenschiff ist als gotischer Backsteinbau errichtet worden. Da diese Bauweise erst im 14. Jahrhundert verwendet wurde, lässt sich daraus schließen, dass die Kirche zwischen dem 14. und 15. Jahrhundert gebaut wurde. Die Kirche besitzt einen großen Turm, der 1559 ausgebessert wurde. 1897 war der Turm im Fachwerkbaustil baufällig. Bei den Erneuerungen baute man den Turm in Richtung Straße und konnte dadurch 450 Sitzplätze mehr gewinnen. Neben der Kirche befindet sich noch das Pfarrhaus und eine alte Scheune.

### Innenraum
Der Innenraum hat einen Chorschluss im halben Zehneck. Außerdem ist ein Relief vorhanden, das das Haupt Christi darstellt. Unter den Fenstern der Seitenwände sind kleine Spitzbogennischen. Am Eingang an der Nordseite sind Spitzbogen-Blenden mit gegliederter Einfassung. Der frühere und ursprüngliche Haupteingang der Kirche, auch Nordtür genannt, besteht nur noch aus einem Fenster. Deutlich erkennbar ist der Drache, der schräg über dem Eingang auffällt. Dieser Drache stellt einen Abwehrzauber dar, der alles Böse vom Inneren der Kirche fernhalten sollte. Derartige Tiergestalten weisen auf den gotischen Baustil hin. Die Außenwände der Kirche waren früher mit einem Zierband aus grünglasierten Ziegeln umgeben. Dieses ist aber nur noch an manchen Stellen zu erkennen, da im Laufe der Jahrhunderte vieles erneuert werden musste. Die Kirche hat außerdem einen Chorraum, der in den Jahrhunderten aus Platzmangel immer mehr verkleinert wurde, eine Orgel und zwei Glocken. Früher besaß die Kirche auch eine Kanzel, die an der Südostwand gegenüber der Chortür stand. Auch der Flügelaltar besteht nur noch aus dem Mittelstück, die beiden Seitenflügel fehlten schon 1861. Das Mittelstück zeigt in der Mitte Maria mit dem Kind und die drei Könige. Außer dem Altar ist noch ein größerer hölzerner Schmerzensmann zu sehen, der Christus, sitzend auf einem Holzstumpf mit Dornenkrone und Wundmalen an Händen und Füßen, darstellt. Diese Figur entstand, wie man vermutet, im Übergang vom 14. zum 15. Jahrhundert und wurde 1648 wieder hergestellt.

## Ausstattung
- Zwei alte Abendmahlskelche, die heute noch in Gebrauch sind. Beide Kelche sind verziert; einer der Becher weist eine Inschrift mit dem Namen „Jesus“ am Griffstück auf. Auf dem Fuß sind ein Bischof und Bischofsstab eingraviert, und an der Unterseite befindet sich die Inschrift.
- Uhrwerk, von der Turmuhren-Fabrik J. F. Weule in Bockenem bei Hildesheim hergestellt.
- Schmerzensmann
- Zwei Glocken
- Furtwängler-Orgel, die ursprünglich im Kloster Lamspringe war.

## Kirchengemeinde
Zur Kirchengemeinde Römstedt im Kirchenkreis Uelzen der Evangelisch-lutherischen Landeskirche Hannovers gehören die Dörfer Drögennottorf, Gollern, Havekost, Masbrock, Höver und Niendorf. Im Jahre 1545, unter dem ersten evangelischem Prediger, Pastor Heseke, schloss sich die Gemeinde der Reformation an. Zur Gemeinde gehört ein etwas entfernt liegender Friedhof, der die Geschichte der Kirche und des Ortes bezeugt.

## Pastoren
Die folgenden Personen waren Pastoren an der Matthäus-Kirche in Römstedt:
- 1651–1694: Johannes Mensing (* 21. Juni 1624), begann das Tauf-, Trau- und Sterberegister.
- 1701–1709: Johann Joachim Hildebrandt
- 1710–1713: Ludolph Justus Bußmann (* 1. April 1680)
- 1713–1728: Martin Curtius
- 1728–1736: Johann Peter Rieckmann
- 1737–1740: Christian Scheller († 17. März 1740)
- 1740–1755: Erdmann Christoph Runge, heiratete die Witwe seines Vorgängers.
- 1755–1768: Friedrich Gude
- 1768–1790: Johann Friedrich Knopf
- 1790–1824: Georg Joachim Leopold Küchenthal, ließ ein neues Pfarrhaus bauen.
- 1824–1852: Friedrich Georg August Biermann
- 1853–1863: Ernst Friedrich Christian Jordan
- 1864–1866: Friedrich Heinrich Schultze, ließ ein neues Pfarrhaus bauen.
- 1866–1877: Friedrich Wilhelm Christian Wittrock
- 1878–1892: Adolf Wilhelm Becker
- 1891–1893: Ludwig August Heinrich Wörmer, heiratete die Tochter seines Vorgängers
- 1893–1897: Gerhard Friedrich Borchers (* 25. März 1833, † 18. Januar 1897)
- 1897–1909: Wilhelm Wecken
- 1910–1935: Louis Karl Gustav Bösenberg (* 1866), spendete einen Taufstein anlässlich der Taufe seines Sohnes.
- 1936–1956: Günter Max Julius Marr